# Třída Mississippi
Třída Mississippi byla poslední postavená třída predreadnoughtů US Navy. Celkem byly postaveny dvě jednotky této třídy, které byly do služby zařazeny roku 1908. Jelikož byly obě lodi dokončeny až dva roky po kvalitativně převratné britské bitevní lodi HMS Dreadnought, byly už v době stavby zastaralé. Po pouhých šesti letech služby byly prodány Řecku. Za druhé světové války byly obě potopeny německou Luftwaffe.

## Stavba
Jednalo se o zmenšenou verzi lodí předchozí třídy Connecticut. Oproti ní měla plavidla o 3000 tun menší výtlak. Projevilo se to zejména na poklesu rychlosti o jeden uzel. Americká loděnice William Cramp & Sons ve Filadelfii v letech 1904–1908 postavila dvě jednotky této třídy, pojmenované USS Mississippi a USS Idaho.
Jednotky třídy Mississippi:
| Jméno                   | Loděnice                         | Založení kýlu   | Spuštěna         | Vstup do služby | Poznámka |
| ----------------------- | -------------------------------- | --------------- | ---------------- | --------------- | --- |
| USS Mississippi (BB-23) | William Cramp & Sons, Filadelfie | 12. května 1904 | 30. září 1905    | 1. února 1908   | Roku 1914 prodána Řecku. Vyřazena 1932. Následně stacionární cvičná loď a plovoucí kasárna. Dne 23. dubna 1941 potopena německými bombardéry. Vrak sešrotován 1951. |
| USS Idaho (BB-24)       | William Cramp & Sons, Filadelfie | 12. května 1904 | 9. prosince 1905 | 1. dubna 1908   | Roku 1914 prodána Řecku. Vyřazena 1932. Následně stacionární cvičná loď. Dne 23. dubna 1941 potopena německými bombardéry. Vrak sešrotován 1951.                    |

## Konstrukce

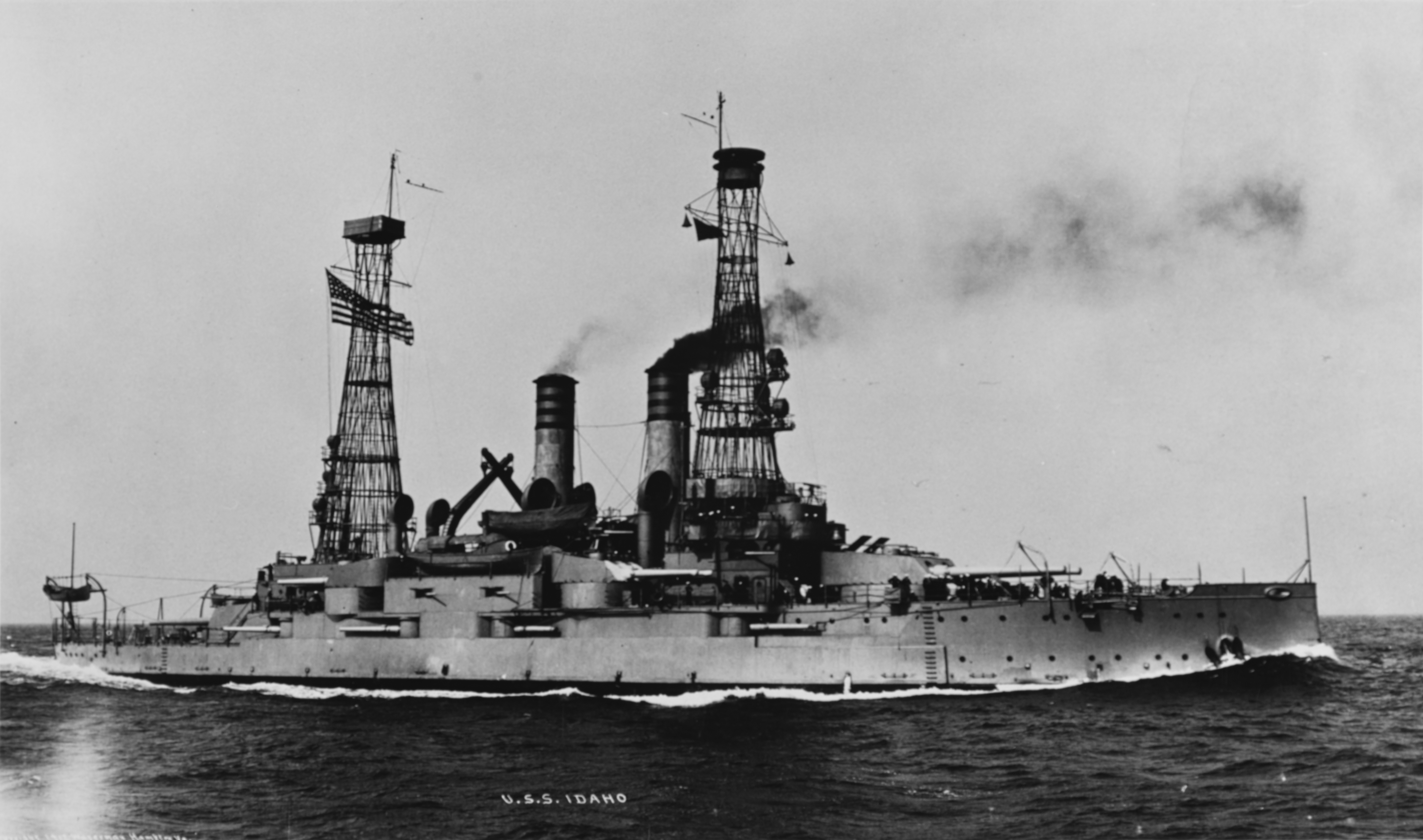
USS Idaho (BB-24) po modernizaci

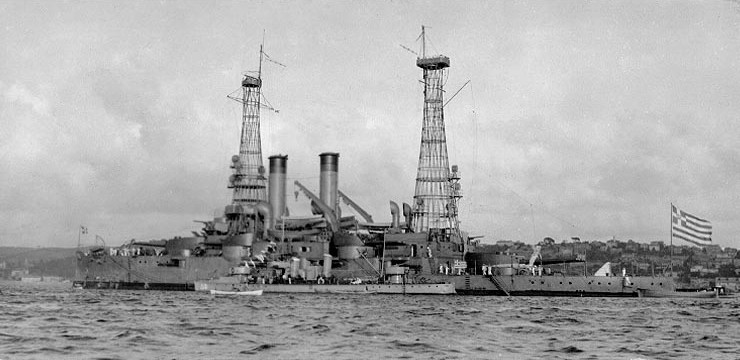
Lemnos (ex Mississippi)

Výzbroj tvořily čtyři 305mm kanóny ve dvoudělových věžích, umístěných v ose lodi po jedné na přídi a na zádi. Doplňovalo je osm 203mm děl ve čtyřech dvoudělových věžích po stranách nástavby a dalších osm 178mm kanónů v kasematech. Lehkou výzbroj tvořilo dvanáct 76mm kanónů, šest 47mm kanónů a dva 37mm kanóny. Dále nesly dva 533mm torpédomety. Pohonný systém tvořilo osm kotlů Babcock and Wilcox a dva parní stroje s trojnásobnou expanzí o výkonu 10 000 ihp, pohánějící dva lodní šrouby. Nejvyšší rychlost dosahovala 17 uzlů.

### Modernizace
Roku 1909 byly na obě plavidla instalovány dva vysoké mřížové stožáry.

## Operační služba

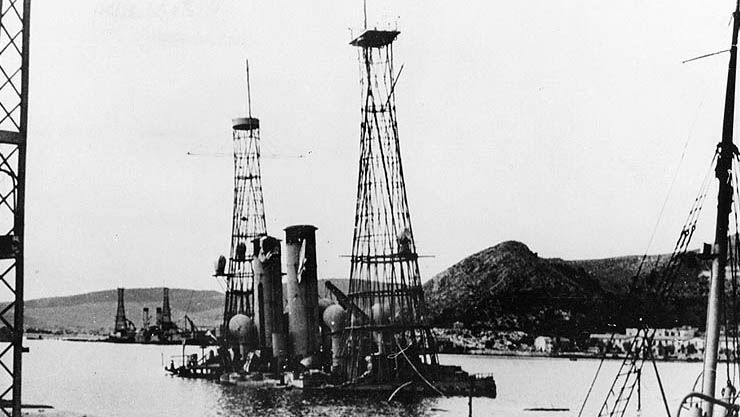
Německým letectvem potopená vyřazená bitevní loď Kilkis (ex Idaho)

Mississippi byla ke konci své služby v americkém námořnictvu používána jako podpůrná loď pro hydroplány. Nesla hydroplány účastnící se americké okupace přístavu Veracruz. Bylo po první operační nasazení letounů v historii amerického námořnictva.
Dne 30. července 1914 byly obě bitevní lodě prodány Řecku. Řecké námořnictvo plavidla přejmenovalo na Kilkis (ex Mississippi) a Lemnos (ex Idaho). Provozovalo je až do jejich potopení za druhé světové války. Obě byly roku 1932 vyřazeny a přeměněny na hulky. Kilkis byla využívána k výcviku a jako plovoucí kasárna, její sesterská loď Lemnos sloužila rovněž k výcviku. Dne 23. dubna 1941 byla obě plavidla u ostrova Salamis potopena německými bombardéry Junkers Ju 87. Roku 1951 byly oba vraky sešrotovány.